# Simon van Brussel en België

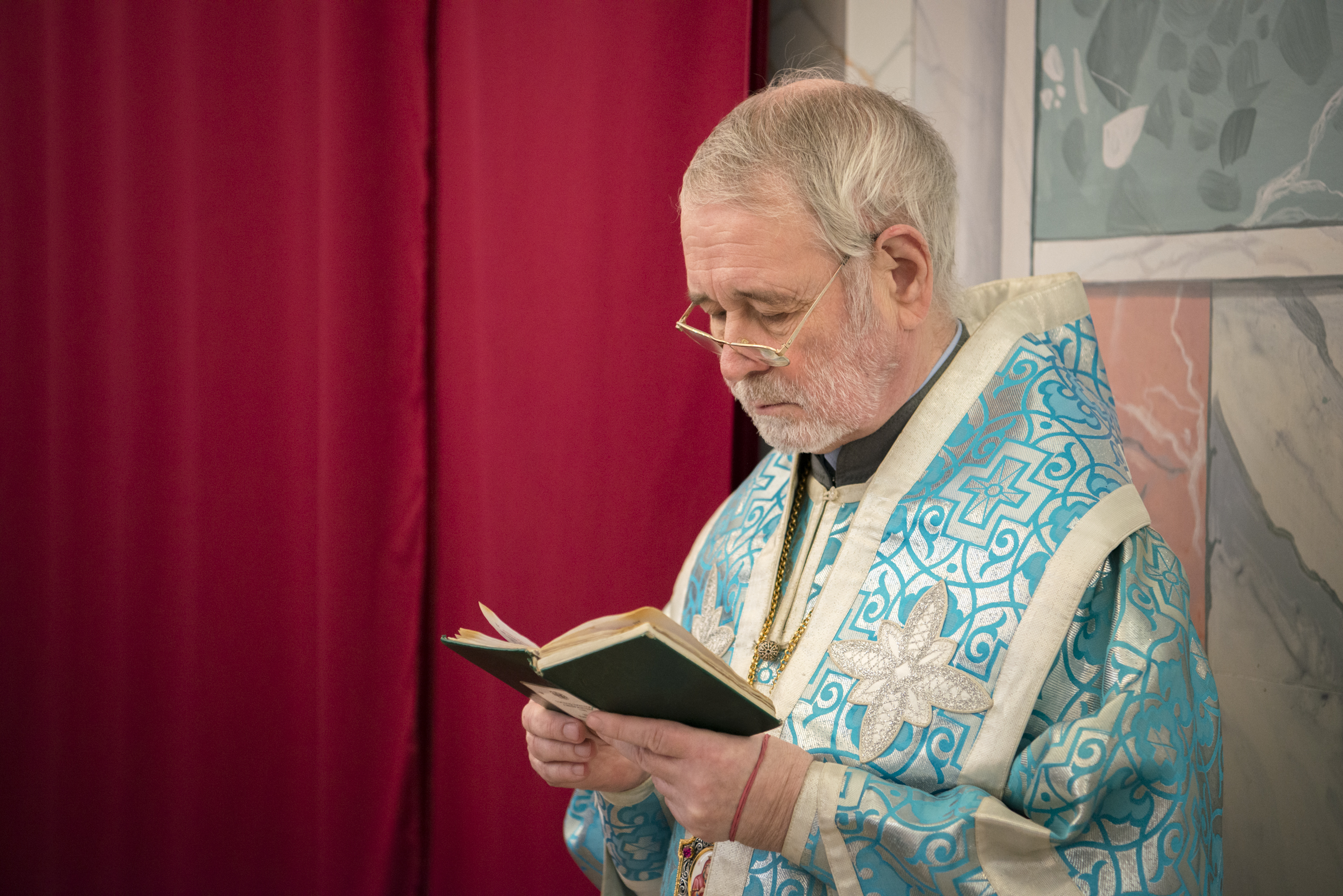

Aartsbisschop Simon van Brussel en België, geboren als Vladimir Nikolajevitsj Isjoenin (Russisch: Владимир Николаевич Ишунин) (Leningrad, 7 december 1951) is een Russisch geestelijke en een aartsbisschop van de Russisch-Orthodoxe Kerk, werkzaam in België en Nederland.
Isjoenin studeerde theologie in Leningrad, waar hij in 1979 afstudeerde. Op 17 januari 1975 werd hij tot monnik gewijd, waarbij hij de monniksnaam Simon aannam. Daarna vervulde hij verscheidene kerkelijke functies, onder meer als secretaris van de metropoliet van Leningrad en Novgorod en als docent aan het seminarie. In 1982 werd hij verheven tot archimandriet en benoemd tot rector van de kathedraal in Petrozavodsk en deken van het bisdom Olonets.
Archimandriet Simon werd op 23 maart 1987 benoemd als bisschop van het bisdom Brussel en België. Zijn bisschopswijding vond plaats op 11 april 1987 door de metropoliet van Leningrad en Novgorod, de latere patriarch Aleksi II. 
Bisschop Simon werd op 20 februari 1994 verheven tot aartsbisschop.
Van 30 augustus 1991 tot 28 december 2017 was Simon van Brussel en België tevens bisschop van het bisdom Den Haag en Nederland (locum tenens).